# Nypoideae
Sous-famille
Synonymes
- Nypaceae Brongn. ex Le Maout & Decaisne[2]

Les Nypoideae sont une sous-famille de plantes à fleurs appartenant à la famille  des Arecaceae. Elle ne comporte qu’une espèce décrite : Nypa, avec une espèce actuelle Nypa fruticans et diverses espèces fossiles.

## Position phylogénétique au sein de la famille desArecaceae
L'analyse phylogénétique de nombreuses séquences ADN montrent que la sous-famille des Calamoideae est le groupe frère de toutes les autres sous-familles de palmiers. Nypa est un genre très distinct de la communauté des mangroves de l'Asie et l'ouest du Pacifique, et du reste des palmiers (sauf les Calamoideae). Alors que Nypa et les Calamoideae forment un complexe paraphylétique, avec des feuilles usuellement pennées et redupliquées (en forme de V inversée), les feuilles des autres genres sont usuellement costapalmées ou palmées et indupliquées (en forme de V) -les Coryphoideae- forment un groupe monophylétique (Hahn 2002, Uhl et al. 1995).
Les fossiles de cette sous-famille se rencontrent en Europe et en Amérique très tôt dans le Tertiaire (de −65 Ma à −2,58 Ma).